# Ambitle
Ambitle és una illa volcànica de 87 km2. Juntament amb Babase és una de les dues illes que formen les illes Feni de l'arxipèlag Bismarck. L'illa es troba a la província de Nova Irlanda de Papua Nova Guinea, a l'est de Nova Irlanda.
És un estratovolcà que s'eleva fins als 450 msnm. La darrera vegada que va entrar en erupció, segons la datació per radiocarboni, va ser al voltant de l'any 350 aC. La seva caldera, de 3 quilòmetres d'amplada, conté aigües termals, piscines de fang i fumaroles al costat occidental. A l'oest de l'illa hi ha fumaroles hidrotermals.